# El Puerto de Liverpool
El Puerto de Liverpool es una empresa mexicana que opera centros comerciales, tiendas departamentales y restaurantes, ambos enfocados al consumidor de ingreso medio y alto fundada en el año 1847, y que tiene su sede en la Ciudad de México. Su negocio principal es operar en México las tiendas departamentales Liverpool y Suburbia. Además, también ofrece crédito a través de sus tarjetas Liverpool y recibe ingresos por arrendamiento de espacio en centros comerciales. Es la segunda empresa con mayores ventas en el sector de tiendas departamentales en México.
El Grupo tiene presencia a lo largo de la República Mexicana, en donde operaba a finales de 2022:
- 124 tiendas departamentales Liverpool
- 179 tiendas departamentales Suburbia
- 112 tiendas de varias marcas de moda, y
- 28 centros comerciales Galerías

El grupo es dueño de una parte (9.745%, en diciembre del 2023) de las tiendas departamentales estadounidenses Nordstrom (NYSE: JWN), y del 50% del grupo salvadoreño Unicomer(en), el cual opera tiendas de varios formatos en 26 países de Latinoamérica.
El Puerto de Liverpool también se ha posicionado como uno de los emisores de crédito al consumo más grande de México. Al año 2022, es el mayor emisor mexicano non-bancario de tarjetas de crédito: las tarjetas Liverpool alcanzan los 5.28 millones, y de Suburbia, 1.39 millones.
El Puerto de Liverpool cotiza en la Bolsa Mexicana de Valores y sus acciones son parte del IPC, el índice accionario más importante de la Bolsa Mexicana de Valores. La duración de la empresa es de 100 años, contados a partir del año 1983.

## Historia

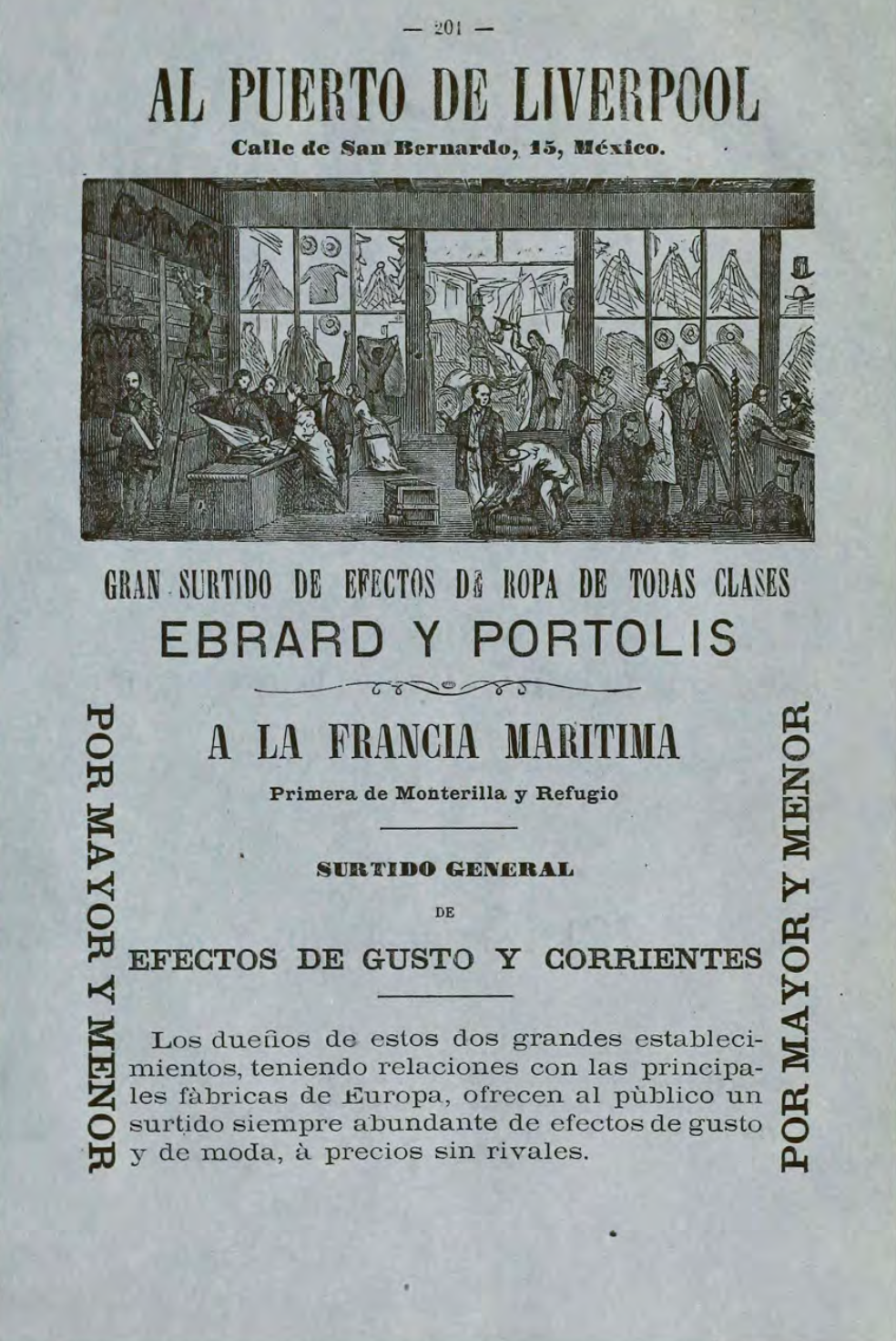
Anuncio de Liverpool en un almanaque de 1867.

En el año de 1847, fue fundada por Jean Baptiste Ebrard (JBE), al instalar un cajón dedicado a la venta de telas finas en el centro de la Ciudad de México. Posteriormente en 1872, JBE comenzó a importar mercancía de Europa embarcada desde el puerto de Liverpool, Inglaterra, por lo que así decide nombrar a su tienda.
En 1895, el joven empresario murió en Francia, dejando su único legado a un grupo de socios franceses, que aprovechando la oportunidad y la fama ya hecha por Ebrard, decidieron invertir en el pequeño baúl que poco a poco evolucionó hasta llegar a ser un local establecido que creció hasta convertirse en varios locales, para finalmente poder establecerse en un edificio en el año de 1936, mismo que pudieron comprar con las ganancias previas. Hoy en día el primer Liverpool sigue dando atención y servicio de excelencia a sus clientes, en el edificio que innovó en su época por el uso de las escaleras eléctricas. Este edificio se encuentra ubicado en la calle Venustiano Carranza en el Centro de la Ciudad de México.
En 1936, se inaugura el nuevo edificio de Liverpool Centro en la Avenida 20 de Noviembre, obra del arquitecto Enrique de la Mora instalándose en él las primeras escaleras eléctricas de la Ciudad de México.
En 1944, se constituye legalmente como sociedad anónima. 
En 1962, se inaugura Liverpool Insurgentes, primera sucursal de El Puerto de Liverpool.
Para 1965, empieza a cotizar en la Bolsa Mexicana de Valores.
En 1970, se inaugura Liverpool Polanco, reconocido internacionalmente por su belleza y funcionalidad.
En 1972, se inaugura Liverpool Satélite, primer Liverpool dentro de un centro comercial, Plaza Satélite.

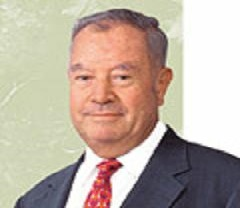
Desde 1978, Max Michel Suberville, se desempeñó como director general de Liverpool hasta su retiro en 2004 y, como presidente honorario del consejo de administración hasta su muerte en 2016.

En 1980 se inaugura el centro comercial y almacén Perisur, siendo este el primer centro comercial de su propiedad.
En 1988, Liverpool compra los almacenes departamentales Fábricas de Francia con ocho tiendas.
En 1992, Liverpool abre su segundo centro de distribución y recepción: Bodega Tultitlán, con una red de autotransporte de 135 camiones en aquel entonces. También inaugura los centros comerciales Galerías Coapa y Galerías Insurgentes con sus respectivos almacenes. Se instala el centro de desarrollo de sistemas.
En 1993, se inaugura Liverpool Santa Fe con las primeras escaleras eléctricas en forma elipsoidal en la Ciudad de México, dentro del Centro Comercial Santa Fe.
En 1996, se inaugura Liverpool en León, Guanajuato. Compra Las tiendas Salinas y Rocha.
En 1997, adquiere de "Tiendas Chedraui" la tienda departamental "Comercial Las Galas" las cuales convierte en "Fábricas de Francia".
Inicialmente una sociedad anónima de capital variable (S.A. de C.V.), modificó su denominación social a la de sociedad anónima bursátil de capital variable (S.A.B. de C.V.), para dar cumplimiento a lo señalado por la Ley de Mercado de Valores del 28 de junio de 2006.
En 2006 se puso en marcha una asociación con la empresa española de ropa "Sfera" para operar estos almacenes en México.
En 2008 lanzó la tarjeta de crédito denominada Liverpool Premium Card con el apoyo de VISA, la cual es aceptada en cualquier establecimiento comercial a nivel mundial.
En 2015, puso en marcha una asociación con el minorista estadounidense Williams Sonoma Inc. y sus respectivas compañías subsidiarias: Williams-Sonoma, Pottery Barn, Pottery Barn Kids, PBteen y West Elm para traer esas tiendas a México. Dando a los clientes la opción de adquirir bienes y servicios en dichas boutiques mediante sus tarjetas (DILISA) y (Livertu Universitarios). Dicha asociación se extenderá por un periodo de 10 años.
En agosto del 2016 se dio a conocer que Liverpool llegó a un acuerdo con Walmart México para comprar las tiendas Suburbia por alrededor de 15.700 millones de pesos, informó la empresa en un comunicado enviado a la Bolsa Mexicana de Valores (BMV). Walmart de México precisó que la operación incluye 100% de sus acciones en las entidades de negocio de Suburbia, algunos bienes intangibles y mobiliario así como su participación en bienes propios y rentados. “Por un monto neto aproximado de 15 mil 700 millones de pesos, incluyendo deuda de mil 400 millones de pesos en arrendamientos capitalizables”. Walmart agregó que recibirá un monto adicional de 3 mil 300 millones de pesos en dividendos decretados y reducción de capital inmediatamente después del cierre de la operación. 
El 12 de septiembre de 2018, Liverpool anuncia que desaparecerá el formato de las tiendas Fábricas de Francia para convertirlas en los formatos Liverpool o Suburbia

## Descripción del negocio
A partir de 1980 quedó constituida como una sociedad tenedora de acciones que desarrolla sus actividades en tres divisiones principales: la comercial, la inmobiliaria y la de crédito que son apoyadas con una división de servicios.
La división inmobiliaria de Liverpool administra, es socia, accionista o copropietaria en importantes centros comerciales y mantiene participación en 27 de ellos.
Otorga financiamiento a sus clientes por medio de una tarjeta de crédito departamental operada por Distribuidora Liverpool, S.A. de C.V. (DILISA) la cual es aceptada en cualquiera de los 267 almacenes que operan sin importar el formato del mismo. Adicionalmente opera la tarjeta de crédito (Premium Card), con la que los clientes pueden adquirir bienes y servicios tanto en los almacenes de la cadena como en cualquier establecimiento afiliado a VISA.
Está formada por 21 sociedades con fines comerciales, inmobiliarios y de servicios. Cuenta con una infraestructura de sistemas de manejo y control de compras e inventarios, importación, recepción, almacenamiento, marcaje, paquetería y distribución, crédito, cobranzas, comunicaciones, administración y operación, contratación y capacitación de personal, finanzas y nuevos proyectos.
Tiene como actividad principal la construcción y operación de almacenes departamentales y centros comerciales en México, además del manejo de su propia tarjeta de crédito.

## Divisiones

### Comercial

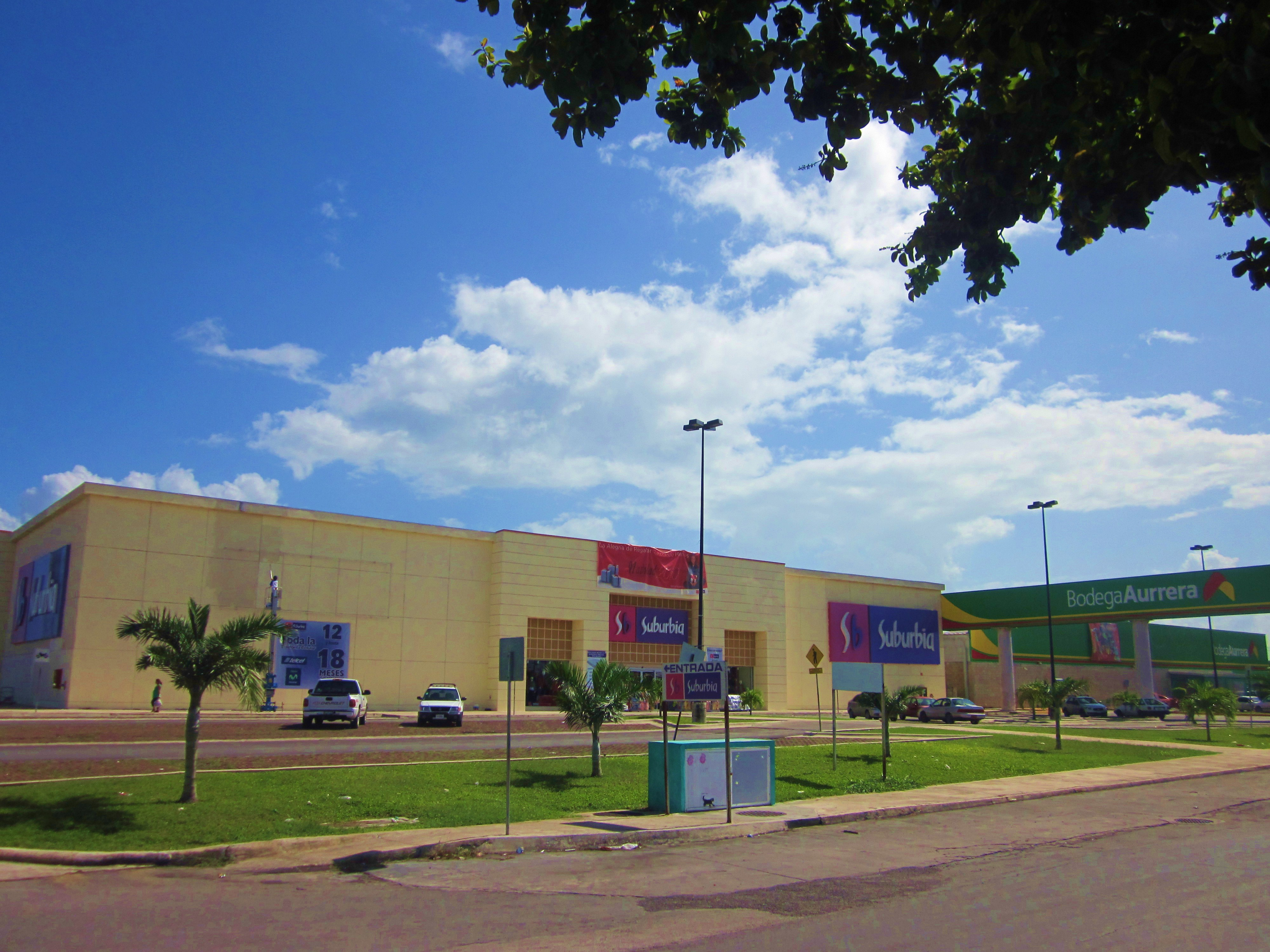
Tienda Suburbia en Chetumal, Quintana Roo

Las actividades de esta área están encomendadas a nueve empresas operadoras, cuyo principal accionista es la sociedad controladora operadora Liverpool. Estas operadoras tienen a su cargo el funcionamiento de las tiendas departamentales Liverpool y Suburbia, boutiques de diversas marcas, bodegas de logística y los centros comerciales Galerías.

### Inmobiliaria

Centro comercial Galerías Guadalajara

Mantiene en propiedad almacenes en varias ubicaciones en la Ciudad de México, así como en diferentes ciudades del país, con excepción de los almacenes ubicados en Gran Plaza Mazatlán, Mazatlán Centro, León, Tepic, Cancún, Guadalajara Gran Plaza, Orizaba, Guadalajara Centro, Acapulco, Irapuato, F.F. Cd. Juárez, Morelia, Cd. Obregón, Chihuahua, Hermosillo, Chetumal y Parque Delta, que son rentados.
Asimismo, esta área se ocupa en diseñar y realizar las obras de ampliación y remodelación de almacenes, centros comerciales y otras instalaciones. También administran más de 1,200 locales en los centros comerciales con un total de más de 315 mil metros cuadrados de superficie de venta en 23 centros comerciales en administración.
Las inversiones realizadas en los almacenes, aunadas a las realizadas en bodegas y otros edificios de servicios, constituyen reservas de consideración que son fuente de una plusvalía significativa.
El negocio inmobiliario es un importante complemento para la División Comercial por brindar centros comerciales que aportan un mayor número de clientes potenciales para los almacenes departamentales.

### Crédito
Gran parte de las ventas de Liverpool se realizan a crédito, para esto, otorga a sus clientes una tarjeta de crédito que pueden utilizar únicamente para comprar en sus almacenes (DILISA) y (Livertu Universitarios) o una tarjeta de crédito que le permite a los clientes la opción de adquirir bienes y servicios tanto en sus almacenes como en establecimientos afiliados a VISA (Liverpool Premium Card).
Dada la importancia que tiene el crédito para el impulso del consumo, Liverpool inició con su primer almacén la actividad de financiamiento a sus clientes. Muestra de lo anterior es el hecho de que el 51.4% de las ventas de la compañía en 2010, son realizadas a través de la tarjeta de crédito DILISA.

## Expansión en Latinoamérica

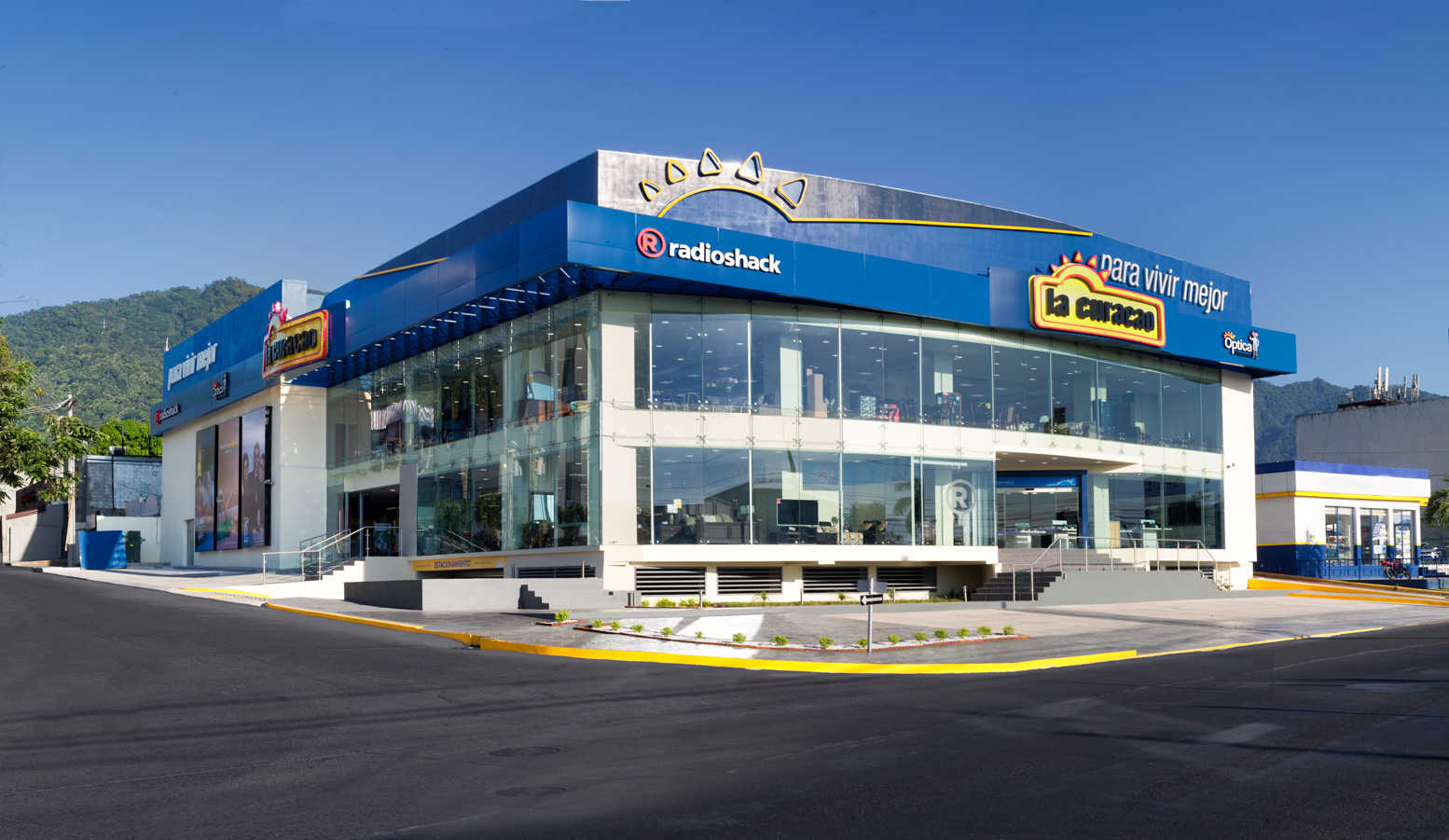
Tienda La Curaçao en San Pedro Sula, Honduras, parte del grupo Unicomer, del cual El Puerto de Liverpool es dueño del 50%

Tras casi un año de negociaciones, la compañía mexicana anunció el 5 de julio de 2016, mediante un "Hecho Esencial" ante la autoridad reguladora bursátil de Chile (Superintendencia de Valores y seguros, SVS), su intención de adquirir a la tercera compañía de departamentos más grande de ese país, Ripley, perteneciente a la familia Calderón. El anuncio ante la autoridad indica el deseo de absorber el 100% de Ripley en un negocio valorado en USD$ 1256 millones, mediante una oferta pública de acciones, conocida como OPA. Liverpool declaró sin embargo, que se sentiría exitosa de la operación si logra controlar sobre el 25,5% de las acciones. 
El pacto entre ambas partes especifica que “contempla un compromiso de administración conjunta de la compañía, así como restricciones y derechos recíprocos respecto a las transferencias de acciones de la compañía (Ripley) propios de este acuerdo, incluyendo en este caso una opción de liquidez a favor de las controladoras para vender acciones a Liverpool a partir del quinto aniversario desde la fecha en que la OPA haya sido declarada exitosa”.
El acuerdo, además, establece que la familia Calderón no podrá acceder ni vender una cantidad de acciones que lo lleve a disminuir su participación del 50% de las acciones emitidas, pudiendo por lo tanto transferir el otro 2,98% de las acciones de la sociedad. Las partes se obligan a no vender sus acciones durante los primeros cinco años de vigencia del pacto.
BTG Pactual actuó como asesor financiero y los despachos Santamarina & Steta S.C. y Carey y Cia. como asesores legales de Liverpool. Además, las compañías J.P. Morgan y Cariola, Diez, Perez Cotapos, en tanto, lo hicieron como asesores financiero y legal, respectivamente, de la familia Calderón V. BTG Pactual será el administrador de la OPA.
Tras el paso de las primeras semanas del anuncio, analistas locales mostraron sus primeras dudas sobre el éxito de la operación. Sin embargo Liverpool reveló a través de terceros que su verdadera intención en el negocio, más allá de entrar al mercado chileno era el tener acceso al peruano a través de Ripley y de ahí seguir expandiendo la operación hacia el resto de la región.
El 19 de mayo de 2017, ambas empresas informaron a la autoridad reguladora de valores chilena sobre el fin del acuerdo de asociación, liberando a las partes de todos los derechos y obligaciones estipulados en este. Ripley en comunicación pública aseguró que "habiendo transcurrido más de 10 meses desde el anuncio, se han producido una serie de cambios en el entorno geopolítico y económico en los países y mercados en que ambos operan, que han motivado esta terminación".

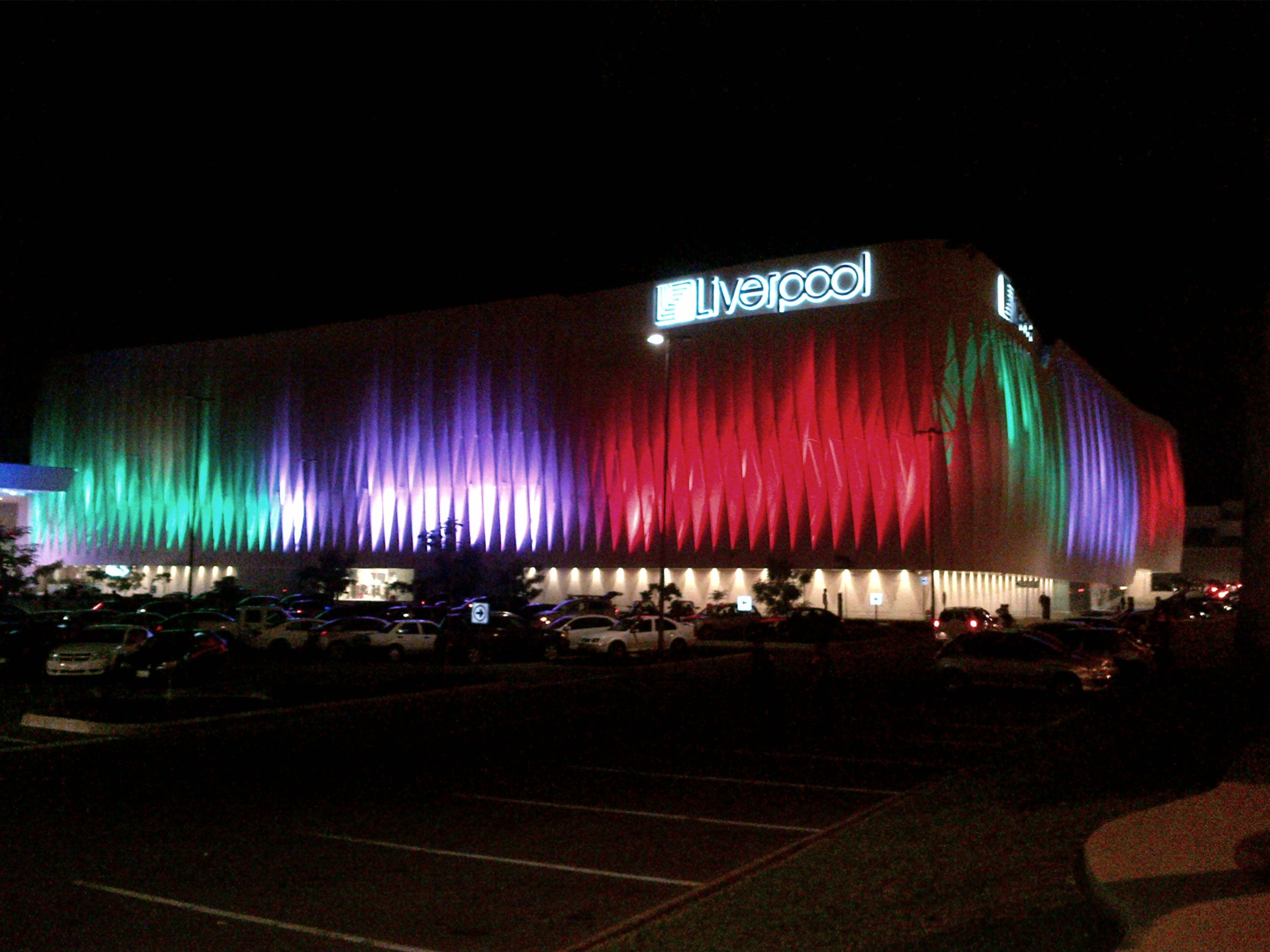
Fachada de Liverpool Villahermosa II, en la plaza Altabrisa, inaugurado en marzo de 2012.

## Universidad virtual Liverpool
En 2002, surgió el proyecto de la Universidad Virtual Liverpool, como una respuesta a la búsqueda de complementar los proyectos de capacitación para los empleados de la empresa.
Se ofrecen las siguientes ofertas educativas:
- Bachillerato.
- Licenciatura en Administración y Licenciatura en Ventas.
- Maestrías en: Liderazgo; Gestión de la Mercadotecnia; Finanzas Corporativas; Administración.
- Diplomado en Desarrollo de Habilidades Directivas.
- Especialidad en Gestión del Capital Humano.
- Especialidad en Compras y Desarrollo de Proveedores.